# نور امن (فیلم)
«نور امن» (انگلیسی: Safelight (film)) یک فیلم است که در سال ۲۰۱۵ منتشر شد.